# Galanarla
Galanarla (ґаланарла) — рід сумчастих, що відомий за зразками з місцезнаходжень пізнього олігоцену (понад 23 млн років тому). Викопні рештки знайдено в північно-західному Квінсленді (північно-східна Австралія). Відомий один вид цього роду: Galanarla tessellata (Flannery, Archer and Plane, 1983).
Родова назва походить від «gala», слова аборигенів Ваані, що означає «ріка», і «narlee» — що означає «скельний валабі». Видове ім'я походить з латини й означає «мозаїка».
Galanarla був описаний на основі фрагментів нижньої щелепи й кількох ізольованих зубів. Фленнері (1989) розглядав Galanarla як примітивну сестринську групу з підродини Macropodinae. Тим не менш, оскільки дуже мало відомо про цю тварину, поки не буде повнішого зразка, краще всього поміщати цього кенгуру в непевний ранг.